# Coppers (Vlaamse televisieserie)
Coppers was een Vlaamse politieserie die zich afspeelde in Antwerpen en omgeving. De serie is gebaseerd op de boeken van Toni Coppers over de politiecommissaris Liese Meerhout. In Vlaanderen werd Coppers op VTM voor het eerst uitgezonden op 4 januari 2016.

## Rolverdeling

### Hoofdrollen
- Hilde De Baerdemaeker - Commissaris Liese Meerhout
- Luk Wyns - Hoofdinspecteur Michel Masson
- Lotte Pinoy - Hoofdinspecteur Sofie Jacobs
- Bert Verbeke - Inspecteur Laurent Vandenbergh

### Terugkerende rollen
- Joris Hessels - Wetsdokter Fabian Steppe
- Arnold Willems - Paul Meerhout
- Rudy Morren - Hoofdcommissaris Frank Torfs
- Abigail Abraham - Baïna Mpenzi
- Robbie Cleiren - Freddy Steveniers
- Mathias Sercu - Pierre Bouwens
- Sura Dohnke - Sura Droste
- Gert Winckelmans - Benoit Nollet

## Afleveringen
| Nr. | Titel       | Gastacteurs | Originele uitzenddatum | Scenario                           | Regie             | Kijkcijfer (live) |
| --- | ----------- | --- | ---------------------- | ---------------------------------- | ----------------- | ----------------- |
| 1   | Ato         | Katrien De Groef (journaliste), Hugues De Somere (korpschef Manaerts), Titus De Voogdt (Nick), Hilde Heijnen (Catherine Smets), Koen Janssen (Dennis Van Ampe), Jean-Fidèle Thomas (Ato Osungwe), Dirk Tuypens (Steven Magits) | 4 januari 2016         | Lieven Scheerlinck Ed Vanderweyden | Maarten Moerkerke | 699.170           |
| 2   | Dim Sum     | Michiel De Meyer (Andreas), Lisa Man (Huan), Tom Ternest (Pascal Beyens), Hans Van Cauwenberghe (Guy Lauryssen), Jeroen Van Dyck (Frederik Briers)                                                                             | 11 januari 2016        | Koen Sonck Ed Vanderweyden         | Maarten Moerkerke | 658.289           |
| 3   | Grijze muis | Koen De Ruyck (John Cockx), Sofie Decleir (Andrea Nys), Ward Kerremans (Roel Deckers) | 18 januari 2016        | Geert Bouckaert Ed Vanderweyden    | Maarten Moerkerke | 539.172           |
| 4   | Iris        | Wim Danckaert (Dirk Maes), Nelle De Maeyer (Eveline Degreef), Michel Geysens (Patrick Degroot), Lilian Keersmaekers (Astrid), Ivan Pecnik (Frank Vervaet)                                                                      | 25 januari 2016        | Dirk Nielandt Ed Vanderweyden      | Maarten Moerkerke | 552.064           |
| 5   | Clown       | Axelle Ava (Tania Demeulder), Leslie De Gruyter (dr. Lode Cremer), Joren Seldeslachts (Davy Nauwelaerts), Jeroen Van der Ven (Bernd Casteels)                                                                                  | 1 februari 2016        | Geert Bouckaert Ed Vanderweyden    | Maarten Moerkerke | 505.330           |
| 6   | Nachtduik   | Govert Deploige (Erwin Vandeputte), Arbi El Ayachi (eigenaar café), Gideon Hakker (Jelle Steynen), Kaat Hellings (Eva Demuynck), Frank Mercelis (Bart Huygens), Joke Sluydts (Rebecca De Laet)                                 | 8 februari 2016        | Lieven Scheerlinck Ed Vanderweyden | Maarten Moerkerke | 450.452           |
| 7   | Nemesis     | Ina Geerts (Jenny Simons), Line Pillet (Lore Vleminckx), David Ramaeckers (Jakke Dewit), Tom Van Bauwel (David Malcorps), Lucas Van Dam (Fred Mertens), Koen Vijverman (Koen Vermassen)                                        | 15 februari 2016       | Dirk Nielandt Ed Vanderweyden      | Maarten Moerkerke | 431.489           |
| 8   | Joelia      | Annick Christiaens (Carine D'Hoore), Manou Kersting (Luc Prinsen), Victor Peeters (Frans Donville), Rudolph Segers (Benny Seynaeve), Nina Van Rompaey (Joelia Andreva), Daphne Wellens (Maya Schellinck)                       | 22 februari 2016       | Koen Sonck Ed Vanderweyden         | Maarten Moerkerke | 453.745           |
| 9   | Antiek      | Leo Achten (Ben Grossman), Bert Cosemans (Tim Eeckhout), Johan De Paepe (David Sleurs), Johan Knuts (Leon Raes), Ini Massez (Bianca Debelder)                                                                                  | 29 februari 2016       | Lieven Scheerlinck Ed Vanderweyden | Jeroen Dumoulein  | Onbekend          |
| 10  | Hout        | Julian De Backer (Arno Deferme), Rilke Eyckermans (Maaike Pittonville), Ben Van Ostade (Willem Goethals), Patrick Vervueren (Bavo Casteels), Karel Vingerhoets (Jos Devolder)                                                  | 7 maart 2016           | Dirk Nielandt Ed Vanderweyden      | Jeroen Dumoulein  | 446.973           |
| 11  | Zwerfvuil   | Griet Boels (Nikki Overmeers), Benny Ceuppens (Dennis De Laet), Tom De Hoog (Rosh Kammers), Daisy Ip (gynaecologe), Tania Kloek (Fien Ottevaere), Dahlia Pessemiers (Roos Dewael)                                              | 14 maart 2016          | Koen Sonck Ed Vanderweyden         | Jeroen Dumoulein  | 475.312           |
| 12  | Stilte      | Nele Bauwens (Saskia Nackaerts), Anna De Ceulaer (Isaura Nackaerts), Tijmen Govaerts (Ruben Mortelmans), Geert Hunaerts (Dieter De Mey), Mathias Van Mieghem (Lars Nackaerts)                                                  | 21 maart 2016          | Geert Bouckaert Ed Vanderweyden    | Jeroen Dumoulein  | Onbekend          |
| 13  | Eindspel    | David Cantens (Evert Van Capellen), Ianka Fleerackers (Marianne Smeets), Tine Laureyns (Barbara Jans), Sergej Lopouchanski (Stan Moortgat), Stefan Perceval (Leo Dietvorst), Peter Thyssen (Johan Lemminck)                    | 28 maart 2016          | Dirk Nielandt Ed Vanderweyden      | Jeroen Dumoulein  | Onbekend          |